# Шацкий, Владислав Станиславович
Владислав Станиславович Шацкий (род. 1949, Томск) — учёный-геолог, геохимик, специалист в области петрологии метаморфических и магматических пород, член-корреспондент РАН (2000), академик РАН (2019), лауреат премии имени А. Е. Ферсмана (2007).

## Биография
Родился 25 сентября 1949 года в городе Томске.
В 1971 году — окончил геолого-геофизический факультет Новосибирского Государственного Университета, затем поступил в аспирантуру.
После окончания аспирантуры и до 2006 года работал в Объединённом институте геологии, геофизики и минералогии, пройдя путь от младшего научного сотрудника до директора (с 1995 года) Геммологического центра.
В 1991 году — защитил докторскую диссертацию.
В 2000 году — избран членом-корреспондентом РАН.
С 2002 по 2003 годы — директор Конструкторско-технологического института монокристаллов СО РАН.
В 1998—2012 годах — декан геолого-геофизического факультета Новосибирского государственного университета, затем — заведующий кафедрой минералогии и геохимии.
В 2012—2017 годах был директором Института геохимии им. А. П. Виноградова СО РАН (Иркутск).
Главный редактор журнала «Геология и геофизика».
Академик РАН c 2019 года по Отделению наук о Земле, Сибирское отделение РАН (петрология, геодинамика)
Специалист в области петрологии метаморфических и магматических пород.
Основное направление научных исследований — изучение метаморфизма высоких и сверхвысоких давлений, а также природных и синтетических алмазов.
Автор и соавтор более 150 научных работ.

## Награды
- 2007 — Медаль ордена «За заслуги перед Отечеством» II степени[3]
- 2007 — Премия имени А. Е. Ферсмана — за цикл работ «Роль глубинных мантийных флюидов в образовании алмазов»
- 2019 — Заслуженный деятель науки Сибирского отделения РАН — за выдающийся вклад в новое научное направление «Метаморфизм сверхвысоких давлений», разработку моделей генезиса алмазов из кимберлитов и метаморфических комплексов, обоснование важной роли субдукционного компонента в строении литосферной мантии северо-востока Сибирского кратона

## Членство в организациях
- член Международной комиссии по эклогитовым конференциям
- член рабочей группы III-8 международной комиссии по литосфере
- член Американского геофизического союза
- ответственный секретарь редакционной коллегии журнала «Геология и геофизика» СО РАН.